# Lanzendorf
Lanzendorf osztrák község Alsó-Ausztria Bruck an der Leitha-i járásában. 2022 januárjában 1901 lakosa volt. 

## Elhelyezkedése

Lanzendorf a Bruck an der Leitha-i járásban

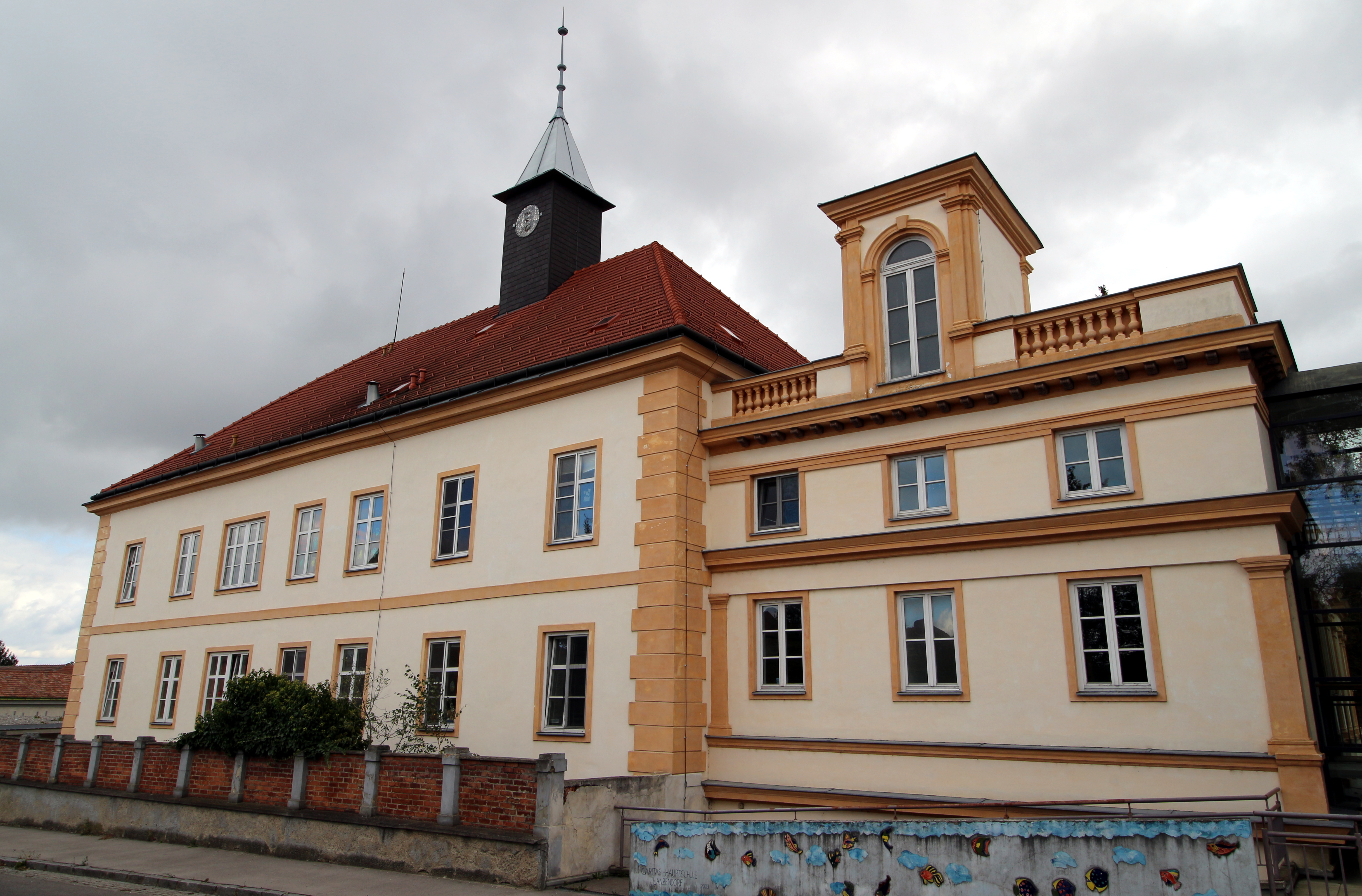
A volt lanzendorfi kastély

Lanzendorf a tartomány Industrieviertel régiójában fekszik, a Bécsi-medencében, a Schwechat folyó mentén, Bécstől közvetlenül délre. Területének 0,5%-a erdő, 73,1% áll mezőgazdasági művelés alatt. Az önkormányzathoz két katasztrális község tartozik: Oberlanzendorf és Unterlanzendorf.
A környező önkormányzatok: északra Bécs Favoriten kerülete, északkeletre Schwechat, keletre Zwölfaxing, délre Himberg, délnyugatra Maria-Lanzendorf, nyugatra Leopoldsdorf.

## Története
A Bécs melletti település számos alkalommal került a vonuló hadseregek útjába. 1291-ben III. András magyar király hadai fosztották ki a falut, míg a várát hiába ostromolták. 1485-ben Mátyás magyar király katonái pusztították el részlegesen, majd Bécs 1529-es ostromakor a törökök teljesen. 1532-ben a von Eiseler család újjáépítette a falut és a várat is. 1606-ban Bocskai István hajdúi elfoglalták az erődöt; 1683-ban pedig a főváros második török ostromakor Ober- és Unterlanzendorf teljesen elpusztult. 1805-ben és 1809-ben Napóleon katonái fosztogattak.
Az 1848-as forradalom idején Oberlanzendorfban nemzeti gárdát szerveztek. A lakosság elmenekült, amikor a bécsi forradalom megsegítésére érkező magyarok megközelítették a falut, de a schwechati csata után visszatértek. 1871-ben az addig Oberlanzendorfhoz tartozó Maria-Lanzendorf elszakadt a községtől. 1900-ban a kastélyban rokkant gyerekek otthonát rendezték be. Az első világháborúban mintegy 20 lanzendorfi vesztette életét; a második világháború kb. 50 lakos életét követelte.   
Az 1938-as Anschlusst követően kialakították Nagy-Bécset és Oberlanzendorfot, valamint Unterlanzendorfot is a főváros 23. kerületéhez csatolták. 1941-ben a nemzetiszocialista hatóságok munkatábort nyitottak Oberlanzendorf területén, amelyben a háború végéig mintegy 400-an haltak meg az éhezés, betegségek, kivégzések következtében. 
A két település önállóságát 1954-ben nyerte vissza egy községbe egyesítve, amelyet az akkor megalakított Bécskörnyéki járáshoz kapcsolták. A járás 2016-ban megszűnt, a község pedig a lakosság tiltakozása miatt nem a Mödlingi, hanem a Bruck an der Leitha-i járáshoz került.

## Lakosság
A lanzendorfi önkormányzat területén 2022 januárjában 1901 fő élt. A lakosságszám 1951 óta gyarapodó tendenciát mutat. 2020-ban az ittlakók 86,3%-a volt osztrák állampolgár; a külföldiek közül 1,8% a régi (2004 előtti), 6,4% az új EU-tagállamokból érkezett. 4,3% az egykori Jugoszlávia (Szlovénia és Horvátország nélkül) vagy Törökország, 1,2% egyéb országok polgára volt. 2001-ben a lakosok 71,7%-a római katolikusnak, 3,4% evangélikusnak, 2,6% ortodoxnak, 2,2% mohamedánnak, 18,4% pedig felekezeten kívülinek vallotta magát. Ugyanekkor 13 magyar élt a községben; a legnagyobb nemzetiségi csoportokat a németek (90,1%) mellett a szerbek (2,9%), a törökök (1,6%) és a horvátok (1,1%) alkották.
A népesség változása:

| 2016 | 1 711 |
| 2018 | 1 886 |

## Látnivalók
- a volt lanzendorfi kastély, ma rokkantotthon

## Fordítás
- Ez a szócikk részben vagy egészben  a   Lanzendorf (Niederösterreich) című német Wikipédia-szócikk ezen változatának fordításán alapul.  Az eredeti cikk szerkesztőit annak laptörténete sorolja fel. Ez a jelzés csupán a megfogalmazás eredetét és a szerzői jogokat jelzi, nem szolgál a cikkben szereplő információk forrásmegjelöléseként.